# Miloslav Šnajdar
Miloslav Šnajdar (5. března 1955 – 6. ledna 2015) byl dlouholetý ředitel Domu dětí a mládeže v Šumné na Znojemsku.

## Kariéra
Celý svůj profesní život věnoval práci s dětmi a pro děti a to i přes své vážné zdravotní postižení spinální svalovou atrofií, které ho také upoutalo na invalidní vozík. Od roku 1990 do roku 2010 vykonával funkci ředitele Domu dětí a mládeže v Šumné na Znojemsku.
V roce 2004 se stal nositelem Ceny Jihomoravského kraje jako osobnost, jejíž dílo a činnost výrazným způsobem reprezentuje Jihomoravský kraj a přispívá k jeho věhlasu a dobrému jménu. V roce 2006 byl vyznamenán ministryní školství, mládeže a tělovýchovy u příležitosti Dne učitelů nejvyšším rezortním vyznamenáním Medailí Ministerstva školství, mládeže a tělovýchovy II. stupně za dlouholetou příkladnou práci s dětmi a mládeží.